# For You
For You je debitantski studijski album američkog glazbenika Princea. Objavila ga je diskografska kuća Warner Bros. Records na dan 7. travnja 1978.

## Popis pjesama
| 1. | »For You«                        | 1:06 |
| 2. | »In Love«                        | 3:38 |
| 3. | »Soft and Wet«                   | 3:01 |
| 4. | »Crazy You«                      | 2:17 |
| 5. | »Just as Long as We're Together« | 6:24 |

| 6. | »Baby«               | 3:09 |
| 7. | »My Love Is Forever« | 4:09 |
| 8. | »So Blue«            | 4:26 |
| 9. | »I'm Yours«          | 5:01 |